# Alexander von Linsingen
Alexander von Linsingen est un général allemand, né le 10 février 1850 et décédé le 5 juin 1935. Il participe à la Première Guerre mondiale, au début du conflit il est à la tête du IIe corps d'armée sur le front de l'Ouest et combat aux batailles de Mons et de la Marne. En janvier 1915, il est envoyé sur le front de l'Est où il passera le reste du conflit. Il combat les Russes pendant la bataille des Carpates et lors de l'offensive Broussilov. Il devient en 1918 gouverneur de Berlin.

## Biographie

### Premières années
Alexander von Linsingen est issu de la vieille famille noble des von Linsingen (de) et est le fils du conseiller privé et capitaine d'arrondissement (de) Wilhelm Friedrich Klaus von Linsingen (né le 4 février 1815 à Hanovre et mort le 7 juin 1889 dans la même ville) et son épouse Marie Karoline Dorothea, née von Berlepsch (née le 24 avril 1814 à Berlepsch (de) et morte le 28 juillet 1890 à Hanovre). Son grand-père est le général de cavalerie royal hanovrien Ernst von Linsingen (de), son grand-oncle le général de cavalerie royal britannique et hanovrien Carl von Linsingen (de), honorable chevalier commandeur de l'Ordre du Bain.
Il fait partie du corps des Cadets et le 7 avril 1868, il intègre le 17e régiment d'infanterie. Il devient lieutenant en 1869. Linsingen combat lors de la guerre franco-allemande. À partir du 1er novembre 1874, il est adjudant de bataillon et, après avoir été promu premier lieutenant, il devient adjudant de la 30e brigade d'infanterie à Coblence et, à partir du 29 mars 1875, il exerce les mêmes fonctions auprès de la 39e brigade d'infanterie à Hanovre. Le 12 octobre 1878, il est placé à la suite du 78e régiment d'infanterie. L'adjudant est transféré à la 11e brigade d'infanterie à Brandebourg-sur-la-Havel le 18 avril 1882. Le 14 octobre 1882, il y est placé comme capitaine à la suite du 4e régiment à pied de la Garde de Spandau, avec un brevet daté du 10 février 1876. Relégué de son commandement et placé dans le régiment comme "capitaine surnuméraire", Linsingen est nommé commandant de compagnie le 21 novembre 1882 et le 2 juin 1883.
En 1888, il est adjudant à la 31e division d'infanterie, en 1889 il est major au sein du 8e régiment de grenadiers puis capitaine-adjudant du 14e corps d'armée. En 1890, Linsingen commande le 3e bataillon du 76e régiment d'infanterie.
Il est promu colonel en 1897 et nommé commandant du 4e régiment de grenadiers. En 1901, il est promu major-général et reçoit le commandement de la 81e brigade d'infanterie (de) cantonnée à Lübeck. En 1905, il est promu Generalleutnant et prend le commandement de la 27e division d'infanterie. Après deux ans, il devient général d'infanterie et commande le 2e corps d'armée localisé à Szczecin.

### Première Guerre mondiale

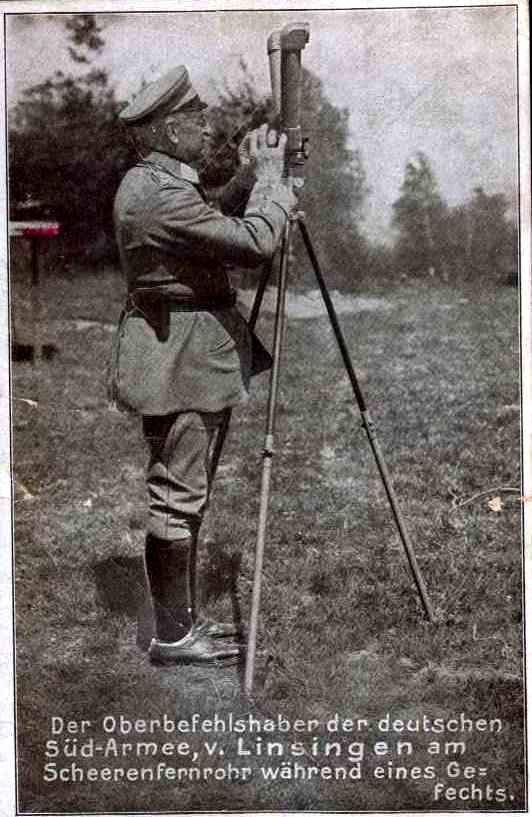
Alexander von Linsingen observant le front à la lunette binoculaire. Carte postale allemande, 1915.

Au déclenchement de la Première Guerre mondiale, le 2e corps d'armée fait partie de la 1re armée allemande. Linsingen avec son corps d'armée participe à la bataille de Mons, puis à la bataille de la Marne sur l'Ourcq. Il prend part à la course à la mer et combat les troupes alliées à Ypres.
En janvier 1915, Linsingen est transféré sur le front de l'Est où les troupes austro-allemandes sont en difficulté face aux Russes dans la bataille des Carpates (décembre 1914-mars 1915). Il prend le commandement de l'armée du Sud allemande, bat les Russes à la bataille de Stryi, en Galicie, à la fin de mai 1915 et capture 60 000 prisonniers russes. Il obtient pour ses succès la décoration pour le mérite le 14 mai 1915 et les feuilles de chêne le 3 juillet 1915.
Le 8 juillet 1915, il laisse le commandement de l'armée du Sud à Felix von Bothmer et reçoit celui d'une nouvelle grande unité, l'armée du Boug, déployée plus au nord le long du Boug polonais. Du 19 septembre 1915 au 31 mars 1918, il cumule ce commandement avec celui du groupe d'armées von Linsingen, rassemblant l'armée du Boug et la 4e armée austro-hongroise. En juin 1916, son groupe d'armées est opposé aux forces russes de l'offensive Broussilov : la 4e armée austro-hongroise est écrasée et les Russes s'emparent de son quartier général à Loutsk ; Linsingen arrive à regrouper ses forces et à arrêter l'avance russe à Kovel. Il est promu au grade de colonel-général, le plus haut rang de général dans l'armée allemande. Après le Traité de Brest-Litovsk avec les Russes, les divisions du groupe d'armées von Linsingen occupent une grande partie de l'Ukraine et de la Crimée. Son groupe d'armée est ensuite dissous. Le 1er juin 1918, Linsingen devient gouverneur de Berlin mais il démissionne en novembre 1918.

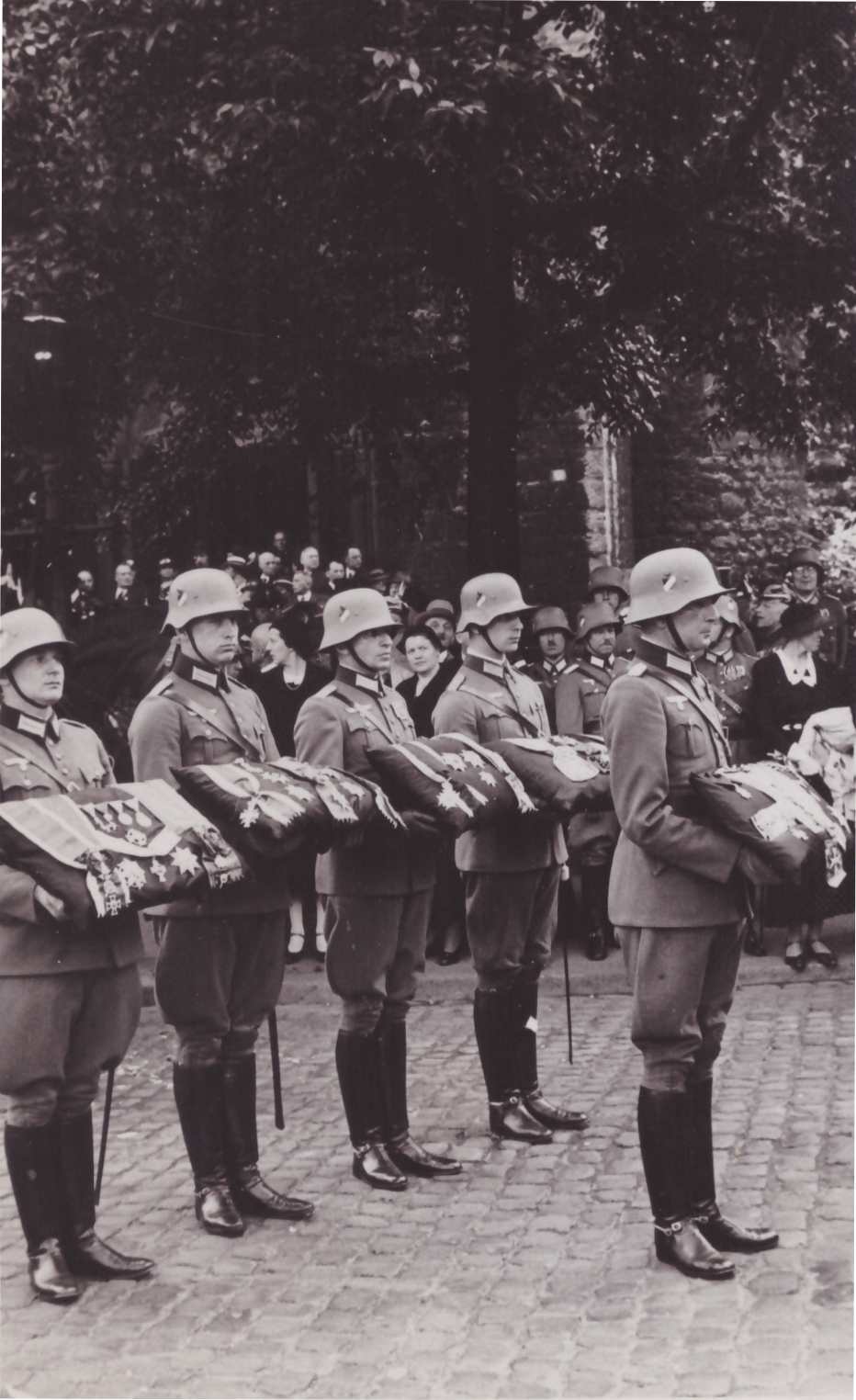
Funérailles militaires, 8 juin 1935.

Linsingen n'a jamais été affecté au Grand État-Major général et il est un des rares commandants d'armée allemands à avoir exercé uniquement des commandements de troupes. Il était de caractère difficile : pendant l'offensive Broussilov, en juin 1916, il obtient le retrait de l'archiduc Joseph-Ferdinand de Habsbourg-Toscane, chef de la 4e armée austro-hongroise, et plus tard, en mars 1917, de son successeur Karl Tersztyánszky von Nádas. Du fait de son caractère, le général Wilhelm Grœner, chef d'état-major général en octobre-novembre 1918, juge impossible de travailler avec lui.

### Après-Guerre
Après le déclenchement de la Révolution de novembre, Linsingen interdit aux troupes sous ses ordres d'utiliser les armes même pour la défense du bâtiment. Il démissionne le 17 novembre 1918. Alexander von Linsingen décède le 5 juin 1935, il est enterré au nouveau cimetière Saint-Nicolas (de) à Hanovre.

### Distinctions et honneurs
- Croix de fer 1870, 2e classe.
- Ordre de la Couronne, 2e classe avec étoile (Prusse).
- Chevalier de la Justice de l'ordre protestant de Saint-Jean.
- médaille de service (Prusse).
- Commandant 2e classe de l'ordre d'Albert de l'Ours (Anhalt).
- Chevalier 2e classe de la Croix de l'Ordre du Lion de Zaeringen avec feuilles de chêne (Bade).
- Ordre du Mérite militaire, 2e classe avec étoile (Bavière).
- Grand-Croix avec couronne d'Or de l'Ordre de la Maison de la Couronne Wendish (Mecklembourg).
- Grand-Croix commandeur de l'Ordre du Griffon (Mecklembourg).
- Grand-Croix de l'Ordre de Frédéric.
- Grand-Croix de l'Ordre de l'Épée.
- Croix de fer 1914, 1re classe.
- Pour le Mérite (14 mai 1915) ; feuilles de chêne le 3 juillet 1915.
- Ordre de l'Aigle noir (27 janvier 1917)
- Grand-Croix de l'Ordre de l'Aigle rouge avec épées (27 janvier 1917).